# Ченджо
Ченджо (итал. Cengio) — коммуна в Италии, располагается в регионе Лигурия, в провинции Савона.
Население составляет 3777 человек (2008 г.), плотность населения составляет 201 чел./км². Занимает площадь 19 км². Почтовый индекс — 17056. Телефонный код — 019.
Покровителем населённого пункта считается святой Santa Caterina da Siena.

## Демография
Динамика населения:

## Администрация коммуны
- Официальный сайт: